# احمد حسن زویل
احمد حسن زویل (متولد ۲۶ فوریه ۱۹۴۶ – درگذشته ۲ اوت ۲۰۱۶) دانشمند مصری آمریکایی بود که در سال ۱۹۹۹ جایزه نوبل در شیمی را «برای مطالعه دربارهٔ انتقال واکنشهای شیمیایی با استفاده از طیف نگاری در یک کوادریلیوم ثانیه، طیف‌سنجی فمتوثانیه» دریافت کرد. او استاد کرسی لینوس پاولینگ و استاد فیزیک در کلتک بود.
او اولین عرب و سومین مسلمان برنده جایزه نوبل پس از عبدالسلام و انورسادات و نخستین عربی است که موفق به دریافت جایزه نوبل در یک زمینه علمی شده‌است.
زویل روز سه شنبه دوم اوت سال ۲۰۱۶ میلادی در سن هفتاد سالگی در آمریکا درگذشت